# 칼 파머
칼 파머(영어: Carl Palmer, 1950년 3월 20일 ~ )는 영국의 드러머 겸 타악기 연주자로, 1960년대부터 발돋움한 가장 존경 받는 록 드러머 중 한 명으로 알려져 있다. 그는 크레이지 월드 오브 아서 브라운, 아토믹 루스터, 에머슨, 레이크 & 파머, 아시아 등 여러 유명한 영국 밴드의 베테랑이다. 1989년 《모던 드러머》 명예의 전당에 입성해 2017년 프로그레시브 뮤직 어워드에서 "프로그 갓(Prog God)"을 받았다.

## 영향
젊은 시절 익명의 학우 밴드 등 다양한 밴드와 함께 연주했던 파머의 스타일은 폭넓은 음악적 영향에서 발전했다. 파머의 초기 드럼에 영향을 미친 사람 중에는 조 모렐로, 필리 조 존스, 아트 블래키, 진 크루파, 버디 리치가 있었다. 이들의 테크닉에서 영감을 얻은 것은 처음에는 다른 어떤 장르보다 재즈에서 더 많은 영향을 받은 그의 드럼 스타일에서 들을 수 있다. 그의 기술력으로 알려진, 파머의 또 다른 트레이드마크들은 그의 공연에서 솔로들을 포함했다. 비록 그가 그 기간 동안 더블 베이스 드럼을 더 자주 연주하기 시작했지만, 그의 아시아에서의 후반 작업은 더 기본적인 접근을 보았다. 그리고 《모던 드러머》 명예의 전당에 오른 열한 번째 드러머였다.

## 사생활
칼은 1980년대에 그의 첫 번째 아내인 모린과 결혼했다. 그녀는 이제 변호사인 그의 외동딸 캐리사를 낳았다. 그의 배우자는 2004년 이후 파머와 함께 키프로스와 영국에 살고 있는 케이티였다. 파머는 22세까지 술을 마시지 않은 평생의 비흡연자다. 그는 2010년대 초에 채식주의자가 되었다.

## 음반 목록

### 에머슨, 레이크 & 파머
- Emerson, Lake & Palmer (1970)
- Tarkus (1971)
- Pictures at an Exhibition (1971)
- Trilogy (1972)
- Brain Salad Surgery (1973)
- Works Volume 1 (1977)
- Works Volume 2 (1977)
- Love Beach (1978)
- Black Moon (1992)
- In the Hot Seat (1994)